# هولوم
هولوم (به هلندی: Hollum) یک منطقهٔ مسکونی در هلند است که در امیلند واقع شده‌است. هولوم ۱٬۱۶۵ نفر جمعیت دارد.